# Гюнтер Ілліс
Ґюнтер Ілліс (нім. Günther Illies) — німецький військовий інженер, офіцер випробувального управління крігсмаріне, корветтен-капітан-інженер. Кавалер Німецького хреста в сріблі (24 квітня 1944).